# Кајса Бергквист
Кајса Бергквист (швед. Kajsa Margareta Bergqvist; Солентуна, Шведска 12. октобар 1976) је шведска атлетичарка, светска рекордерка и вишеструки освајач медаља на свим већим атлетским такмичењима. Њене дисциплине су биле скок увис и седмобој.
Светска је рекордерка у скоку увис у дворани са резултатом 2,08, који је постигла на такмичењу у Арнштату у Немачкој 4. фебруара 2006. године.
Лични рекорди:
- скок увис на отвореном 2,06 Еберштат, Немачка 26. јули 2003..
- скок увис у дворани 2,08 светски рекорд
- седмобој 4.962 бода.
- бацање копља 34,92

Атлетику је напустила 2007. године.

## Лични живот
У децембру 2011. године, Бергквист је у интервјуу потврдила да је у вези са женом и изјавила: Колико год да се данас осећам лезбијком, толико сам се хетеросексуално осећала када сам била са Мансом. Али кад остарим и вратим се уназад мог живота, можда неко може помислити да сам бисексуалац. Ова најава уследила је након периода гласина које се тичу њеног личног живота.